# Metel
Metel (russisk: Метель, da.: Snestormen) er en sovjetisk spillefilm fra 1964 instrueret af Vladimir Basov.

## Medvirkende
- Valentina Titova - Marija Gavrilovna
- Oleg Vidov - Vladimir
- Georgij Martynjuk - Burmin
- Marija Pastukhova - Praskovja Petrovna
- Sergej Papov - Gavrila Gavrilovitj